# Masatoshi Aki
Masatoshi Aki (安藝 正俊 Aki Masatoshi?), född 9 juli 1990 i Tokyo prefektur, är en japansk fotbollsspelare.
Aki började sin karriär 2013 i SC Sagamihara. Han spelade 38 ligamatcher för klubben.